# Paul Poupard
Paul Joseph Jean Poupard (nascut el 30 d'agost de 1930) és un cardenal francès de l'Església catòlica, actualment President del Consell pontifici per a la Cultura i anteriorment President del Consell Pontifici per al Diàleg Interreligiós.

## Biografia
Nascut el 3 d'agost de 1930 a Bouzillé (Maine-et-Loire), és fill de Joseph Poupard, pagès, i de Célestine Guéry.

### Formació
Estudià a la facultat de teologia de la universitat catòlica de l'oest d'Angers a l'Escola pràctica d'estudis superiors de París, així com a la Sorbona. Va assolir dos doctorats, un en teologia i l'altre en història.
Va ser ordenat prevere el 18 de desembre de 1954 per la diòcesi d'Angers pel bisbe Stanislas Courbe.

### Prevere
Després d'haver estat professor de lletres el 1995, a més de capellà d'estudiants al 1957, assumí un ministeri parroquial a Paris al Centre nacional de recerca científica (CNRS).
Al 1959 marxà per a una primera estada a Roma com adjunt a la Secretaria d'Estat, mentre que era capella de l'Institut Saint-Dominique.
Al 1971 tornà a París com a rector de l'Institut catòlic de París, càrrec que ocupà 10 anys.

### Bisbe
Va ser nomenat bisbe auxiliar de París amb el títol de bisbe in partibus d'Usula el 2 de febrer de 1979, sent consagrat el 6 d'abril següent.
El 1980 tornà a Roma, on assumí responsabilitats més importants en diverses instàncies de la Cúria Pontifícia:
- Al 1980 va ser nomenat pro president (després president) del Consell pontifici pels no creients entre 1985 i 1993, quan aquest consell va ser fusionat amb el la cultura
- Al 1980 va ser nomenat secretari, i president entre 1988 i 2007 del Consell pontifici per a la Cultura, abans de ser substituït per Gianfranco Ravasi,
- finalment, presidí el Consell Pontifici per al Diàleg Interreligiós des de l'11 de març de 2006 i fins l'1 de setembre de 2007, abans de ser rellevat pel cardenal Tauran.

Al 1981 va ser nomenat cap d'una comissió encarregada de reexaminar el procés de Galileu. L'Església no parlà de rehabilitació, car la institució que condemnà a Galileu ja no existia; i l'índex va ser suprimit feia temps.
Va abandonar les seves funcions després de la mort de Joan Pau II al 2005, sent confirmat en elles després de l'elecció del Papa Benet XVI.

### Cardenal
Va ser creat cardenal pel Papa Joan Pau II al consistori del 25 de maig de 1985, amb títol de cardenal diaca de Sant'Eugenio. Al 1996 va ser promogut al títol de cardenal prevere de Santa Prassede.
Participà en el conclave de 2005, on s'escollí el Papa Benet XVI.
El 10 d'agost de 2007 representà el Papa a les exèquies del seu compatriota, el cardenal Jean-Marie Lustiger, a la catedral de Notre-Dame de París.
Va perdre la seva qualitat de cardenal elector en complir els 80 anys el 30 d'agost de 2010, motiu pel qual no va poder participar en el conclave de 2013, on s'escollí el Papa Francesc.

## Honors
Comanador de la Legió d'Honor
 Comanador de l'Orde de les Arts i les Lletres
- Doctor Honoris causa per les següents universitats: 
  - Lovàina,
  - Aix-en-Provence,
  - Fu Jen,
  - Quito,
  - Santiago de Xile,
  - Puebla de Los Angeles.

## Participació associativa
És membre d'honor de l'Observatori del Patrimoni Religiós (OPR), associació multiconfessional que s'ocupa de la preservació del patrimoni cultural francès.
És igualment president d'honor de l'associació Souvenir vendéen.

## Publicacions
El cardenal Poupard és l'autor de nombrosos llibres, havent estat traduït a una quinzena de llengües.
- L'Abbé Louis Bautain. Un essai de philosophie chrétienne au Plantilla:S-, Editions Desclée de Brouwer, 1961 ;
- Connaissance du Vatican, Éditions Beauchêne, 1967, Nouvelle éd. 1974, trad. en italià, portuguès, espanyol, alemany, polonès, coreà, japonès ;
- Un pape, pour quoi faire ?, Éditions Mazarine, 1980, trad. en alemany i en hongarès ;
- Église et cultures, Éditions S.O.S, 1980, trad. en italià, espanyol i rus
- Le pape, P.U.F., coll. « Que sais-je ? », 1980, Plantilla:2e édition mise à jour, 1985, trad. en italià 1988, Plantilla:3e édition refondue, 1997 ;
- Le Vatican, PUF, coll. « Que sais-je ? », 1981, trad. en italià, àrab i xinès ; Plantilla:2e édition mise à jour, 1994 ;
- Plantilla:S-, siècle de grâces, Éditions S.O.S., 1982 ;
- La foi catholique, PUF, coll. « Que sais-je ? », 1982, Plantilla:2e éd. 1993, trad. en italià, rus, croata i búlgar ;
- Le concile Vatican II, PUF, 1983, trad. en italià i xinès ; Plantilla:2e éd. refondue, 1997
- Les religions, PUF, coll. « Que sais-je ? », 1987, Plantilla:5e éd. 1996, trad. en espanyol, italià i portuguès ; Plantilla:10e éd. 2007 ;
- L'Église au défi des cultures, Ed. Desclée de Brouwer, 1989, traduït en anglès, 1994.
- Dieu et la liberté, Éditions Mame, 1992 ;
- Prier quinze jours avec Paul VI, Éditions Nouvelle Cité, 1997 ;
- Rome Pèlerinage, Bayard Éditions, 1998 ;
- Foi et cultures au tournant du troisième millénaire. Entretiens avec Patrick Sbalchiero, C.L.D., 2001 ;
- Au cœur du Vatican de Jean XXIII à Jean-Paul II, Entretiens avec Marie-Joëlle Guillaume, Perrin/Mame, 2003, Plantilla:28e Prix Fondation Pierre-Lafue, 2004.
- Culture et Christianisme éditions FATES, 2012. ISBN 978-2-909452-37-1.

## Filmografia
- Sur les chemins d'éternité, documental de Marc-Laurent Turpin, (90 min), mesure-6 Films, 2010 (EAN 3-770000-653711)